# Unser Traum von Kanada: Sowas wie Familie
Sowas wie Familie ist ein deutscher Fernsehfilm von Michael Wenning aus dem Jahr 2016. Nach Alles auf Anfang führt dieser Film die Handlung des ersten Films weiter. Das Erste schrieb zur Erstausstrahlung des Films: „‚Sowas wie Familie‘ werden die Protagonisten der Reihe, gespielt von Katja Weitzenböck, Robert Seeliger und Sonja Gerhardt. Alle drei geben auf ihre jeweilige Art ebenso verletzliche wie starke Charaktere, die sich zu einem gemeinsamen Neuanfang erst einmal durchringen müssen.“ Tragende Rollen im Film spielen Sönke Möhring, Marlene Morreis, Siegfried Terpoorten, Nico Thüning und Anna-Lena Klenke als Patchworkfamilie.
Die Erstausstrahlung des Films erfolgte am 15. Januar 2016 im Programm der ARD.

## Handlung
Der Tod des Bauingenieurs Richard Schuster kam, obwohl er schwerkrank war, dann doch für alle überraschend. Ebenso stellt er mit seinem Testament sowohl seine Enkelin Karen als auch deren Vater Adrian Gallister sowie die Sterneköchin Iris Lewein vor Probleme, indem er ihnen seine Lodge in der Vancouver Bay zu je einem Drittel anvertraut hat. Allerdings haben sowohl Iris als auch Karen und Adrian andere Zukunftspläne. Allister, ein Investor, bietet der Sterneköchin die Möglichkeit, ihr Edelrestaurant, das ihr inzwischen getrennt lebender Mann in den Ruin gewirtschaftet hat, wieder zu eröffnen. Auch Karen würde ihr Erbteil lieber veräußern, um mit ihrem Freund Josh nach Australien zu gehen. Adrian Gallister, Karens Vater, den sie erst kurz vor Richards Tod durch dessen Vermittlung kennengelernt hatte, sieht seine Zukunft auch nicht darin, eine Lodge zu führen. Er ist Pilot mit Herz und Seele und möchte die Fliegerei auch nicht aufgeben. Verkaufen ist momentan auch keine Option, da dies nur möglich ist, wenn alle drei Erben einem Verkauf zustimmen. Vor allem Karen strebt einen Verkauf an.
Während die Erben noch hin und her überlegen, reist eine Patchwork-Familie aus Deutschland an, die ihren Urlaub auf der Lodge gebucht hat. Jasper van Laak hat eine Tochter im Teenageralter und Gesa Reimann einen zwölfjährigen Sohn. Lena van Laak fürchtet, die bisher ungeteilte Aufmerksamkeit ihres Vaters zu verlieren und blockt Gesa und deren Sohn Mats ab. Gesa ist eine überbesorgte Mutter, wodurch Mats sehr zurückhaltend und zögerlich in seinem Wesen ist. Seiner Mutter gegenüber hält der Junge geheim, dass sein leiblicher Vater Sven ihnen nachgereist ist, um Zeit mit ihm zu verbringen. Mats weiß, dass das seiner Mutter nicht gefallen würde. Karen findet schnell Zugang zu Mats und gibt ihm so einige Tipps im Umgang mit Erwachsenen, indem sie ihn ermuntert, auch einmal Widerstand zu leisten. Als aus dem Treffen zwischen Vater und Sohn eine Art Kindesentzug wird, da Sven mit seinem Sohn eine Nacht im Zelt verbringt, eskaliert die Situation. Gesa ist außer sich, als ihr Sohn verschwunden ist und macht alle und jeden auf der Lodge verantwortlich, ohne zu wissen, dass Mats kurzfristig tatsächlich großer Gefahr ausgesetzt ist. Sven ist ausgerutscht und hängt mit seinem stark blutenden Bein in einer Felsspalte fest. Der Geruch des frischen Blutes lockt einen Grizzlybären an, der sich Sven langsam nähert. Verzweifelt fordert der besorgte Vater seinen Sohn auf wegzulaufen und bringt Mats damit in einen Gewissenskonflikt, da er seinen Vater nicht im Stich lassen will. Sozusagen im letzten Moment kommt Hilfe aus der Luft, da Adrian, der auf der Suche nach Mats ist, den Bären durch das Motorengeräusch verscheucht.
Letztendlich fügt sich nicht nur bei der Patchworkfamilie alles zum Guten, auch Iris hat sich entschlossen nicht wieder in das Hamsterrad, wie sie es nennt, ihres ehemaligen Restaurants zurückzukehren. Und Adrian hat endlich Zugang zu seiner Tochter gefunden und empfindet das als sehr schön. Karen hingegen hat sich von ihrem Freund Josh getrennt, der sie dazu gedrängt hat, sich ihr Erbe auszahlen zu lassen, um damit nach Australien gehen zu können. Für Adrian gibt es jedoch noch eine Überraschung. Ronda, für deren Fluggesellschaft er fliegt, erscheint auf der Lodge, um ihm zu sagen, dass sie schwanger von ihm sei.

## Produktion
Sowas wie Familie wurde zeitgleich mit der ersten Folge Alles auf Anfang vom 9. September bis zum 29. Oktober 2014 in Vancouver, Britannia Beach, Squamish und auf Bowen Island gedreht. Produziert wurde der Film von der Bavaria Fiction Fernseh Produktion mit Unterstützung des Provinz British Columbia Production Services Tax Credit im Auftrag der ARD Degeto für Das Erste. Die Redaktion lag bei Carolin Haasis und Sascha Schwingel. Jack Veldhuis oblag die Aufnahmeleitung, Sylvia Binder ind Ian Hay die Produktionsleitung und Sascha Ommert und Kirsten Frehse (ARD Degeto) die Herstellungsleitung.
Der Vorspann des Films umreißt grob, was im vorhergehenden Film geschehen ist, wobei Michael Gwisdek in seiner Rolle als Richard Schuster eine zentrale Rolle einnimmt.

## Rezeption

### Einschaltquote
Der Degeto Film konnte bei seiner Erstausstrahlung  am 15. Januar 2016 im Programm der ARD 3,60 Millionen Zuschauer verbuchen. Der Marktanteil lag bei 10,7 Prozent.

### Kritik
Die Kritiker der Fernsehzeitschrift TV Spielfilm zeigten mit dem Daumen nach oben, vergaben für Humor, Action und Spannung je einen von drei möglichen Punkten und kamen zu dem Schluss: „Locker-flockiger Fernwehkitsch“.
Der Kritiker Tilmann P. Gangloff befasste sich bei tittelbach.tv mit dem Film, dem er drei von sechs möglichen Sternen gab, und bedauerte, dass Michael Gwisdek nicht mehr dabei sei, ohne den die Reihe „nur noch das halbe Vergnügen; und leider überhaupt nicht mehr komisch“ sei. Die Bilder seien „schön, die Musik stimmig, die Schauspieler gut geführt; gefälliges Fernsehen zum Zeitvertreib, aber mehr auch nicht“. Der „Sarkasmus“, den Gwisdek in seine Rolle gebracht habe, sei „ein reizvolles Gegengewicht zu all den kleinen und großen Dramen“ gewesen, „mit denen Autor Michael Gantenberg seine Geschöpfe konfrontiert“ habe. Gangloff kam sodann auf die Patchworkfamilie zu sprechen, die ihren Urlaub auf der Lodge verbringt und meinte, Nico Thüning [er spielt den zwölfjährigen Mats] spiele seine Rolle „sehr vernünftig“ und halte „sich gut neben dem erfahrenen Möhring“ [er spielt den Vater von Mats]. Gleiches gelte für Anna Lena Klenke „als zukünftige Stiefschwester, sodass die beiden Jungschauspieler stärkere Akzente setzen als Morreis und Terpoorten“ als Elternpaar. Wie bereits im ersten Teil seien „die einheimischen Figuren markant besetzt und ebenso gut synchronisiert wie Robert Seeliger durch Philipp Moog, der mit der ohnehin sehenswerten Sonja Gerhardt ein gutes Gespann bilde“. Katja Weitzenböck spiele „mit Ausnahme der Szenen in Vancouver, wo sie erneut überdreht, diesmal deutlich zurückgenommener, die herrliche Landschaft […] kommt selbstredend prächtig zur Geltung, und die Musik (Andreas Weidinger) sorgt mit ihrer Mischung aus akustischer Gitarre und rockigen Rhythmen für eine stimmige Untermalung. Recht gefälliges Fernsehen zum Zeitvertreib, aber mehr auch nicht.“
In der Frankfurter Neuen Presse war zu lesen, beide Folgen überraschten „mit ihrer frischen und spritzigen Erzählweise“. Zwar gerate die „Handlungsführung eher simpel“, lasse „aber wiederum viel Zeit, sich auf die Charaktere und ihre Beziehungen einzulassen“. Die Figuren würden sich „als überaus facettenreich offenbaren, die Schauspieler“ seien „mit Einsatz bei der Sache“. Wie schon von Gangloff wurden die Dialoge von „Drehbuchautor Michael Gantenberg mit ihren präzise gesetzten Pointen“ gelobt, „die das Geschehen zu einem unterhaltsamen Vergnügen“ machten. „Regisseur Michael Wenning und Kameramann Michael Gantenberg führ[t]en die Erzählfäden elegant zusammen und achte[ten] darauf, dass die herrliche Gegend an der kanadischen Westküste so oft wie möglich im Bild“ erscheine. „Optisch wie akustisch“ werde „also viel geboten.“ Und „offen gestanden freu[e] man sich schon auf die weiteren Teile der TV-Saga am Freitagabend“.